# The Taste/Staffel 13
Die 13. Staffel von The Taste wurde vom 23. Oktober bis 18. Dezember 2024 ausgestrahlt und von Angelina Kirsch moderiert. Als Coaches waren erneut Alexander Herrmann, Alex Kumptner, Frank Rosin und Tim Raue dabei. Siegerin wurde Katja Baum aus dem Team von Alexander Herrmann. 

## Casting
Das Casting umfasste in der Fernsehausstrahlung 22 Kandidaten. Jeder hatte 60 Minuten Zeit, um einen Löffel zuzubereiten, wobei für den Einkauf jeweils 50 Euro zur Verfügung gestellt worden waren. Jeder der vier Juroren entschied nach der Blindverkostung, ob er den jeweiligen Teilnehmer in sein Team aufnehmen wollte. Entschied sich mehr als ein Juror für einen Kandidaten, so durfte dieser ein Team wählen.
| Nr. | Kandidat  | Klasse | Juroren                 | Juroren                 | Juroren     | Juroren             | Entscheidung  |
| Nr. | Kandidat  | Klasse | Alexander Herrmann      | Alex Kumptner           | Frank Rosin | Tim Raue            | Entscheidung  |
| --- | --------- | ------ | ----------------------- | ----------------------- | ----------- | ------------------- | ------------- |
| 1   | Craig     | Profi  | Nein                    | Nein                    | Ja ✔        | Nein                | Team Rosin    |
| 2   | Franca    | Profi  | Ja                      | Ja ✔                    | Ja          | Ja                  | Team Kumptner |
| 3   | Elaine    | Hobby  | Nein                    | Nein                    | Nein        | Nein                | -             |
| 4   | Hubertus  | Hobby  | Ja                      | Ja                      | Ja          | Ja ✔                | Team Raue     |
| 5   | Sandra    | Hobby  | Ja ✔                    | Nein                    | Nein        | Nein                | Team Herrmann |
| 6   | Walter    | Hobby  | Nein                    | Nein                    | Nein        | Nein                | -             |
| 7   | Dennis    | Hobby  | Nein                    | Nein                    | Ja ✔        | Nein                | Team Rosin    |
| 8   | Diana     | Profi  | Nein                    | Nein                    | Ja          | Ja ✔                | Team Raue     |
| 9   | Hawk      | Profi  | Nein                    | Ja ✔                    | Nein        | Nein                | Team Kumptner |
| 10  | Katja     | Profi  | Ja ✔                    | Ja                      | Ja          | Nein                | Team Herrmann |
| 11  | Stephanie | Hobby  | Ja                      | Ja ✔                    | Ja          | Ja                  | Team Kumptner |
| 12  | Doreen    | Hobby  | Ja                      | Ja                      | Ja          | Ja ✔                | Team Raue     |
| 13  | Marcel    | Hobby  | Nein                    | Nein                    | Nein        | Nein                | -             |
| 14  | Richard   | Hobby  | Ja ✔                    | Ja                      | Ja          | Ja                  | Team Herrmann |
| 15  | Anke 1    | Hobby  | Ja ✔                    | Nein                    | Nein        | Nein                | Team Herrmann |
| 16  | Jaqueline | Hobby  | Nein                    | Nein                    | Nein        | Ja ✔                | Team Raue     |
| 17  | Jebrael   | Profi  | Nein                    | Nein                    | Ja ✔        | Team Raue ist voll. | Team Rosin    |
| 18  | Lejla     | Hobby  | Ja                      | Ja ✔                    | Nein        | Team Raue ist voll. | Team Kumptner |
| 19  | Mladen    | Hobby  | Ja ✔                    | Team Kumptner ist voll. | Nein        | Team Raue ist voll. | Team Herrmann |
| 20  | Anton     | Hobby  | Team Herrmann ist voll. | Team Kumptner ist voll. | Nein        | Team Raue ist voll. | -             |
| 21  | Felix     | Profi  | Team Herrmann ist voll. | Team Kumptner ist voll. | Ja ✔        | Team Raue ist voll. | Team Rosin    |
| 22  | Tine 2    | Hobby  | Team Herrmann ist voll. | Team Kumptner ist voll. | Nein        | Team Raue ist voll. | -             |

## Die Teams und Platzierungen im Team
Alle Coaches haben die Teamfarben der vorangegangenen Staffel beibehalten.
| Platz | Name    | Gesammelte Sterne                                                                               |
| ----- | ------- | ----------------------------------------------------------------------------------------------- |
| 1.    | Katja   | Sternsymbol · Sternsymbol · Sternsymbol · Sternsymbol · Sternsymbol · Sternsymbol · Sternsymbol |
| 2.    | Richard | Sternsymbol                                                                                     |
| 3.    | Jebrael | -                                                                                               |
| 4.    | Tine    | -                                                                                               |
| 5.    | Sandra  | -                                                                                               |
| 6.    | Mladen  | -                                                                                               |

| Platz | Name      | Gesammelte Sterne                                     |
| ----- | --------- | ----------------------------------------------------- |
| 1.    | Stephanie | Sternsymbol · Sternsymbol · Sternsymbol · Sternsymbol |
| 2.    | Franca    | Sternsymbol · Sternsymbol                             |
| 2.    | Doreen    | Sternsymbol                                           |
| 4.    | Lejla     | -                                                     |
| 5.    | Hawk      | -                                                     |

| Platz | Name    | Gesammelte Sterne                                                   |
| ----- | ------- | ------------------------------------------------------------------- |
| 1.    | Craig   | Sternsymbol · Sternsymbol · Sternsymbol · Sternsymbol · Sternsymbol |
| 2.    | Lejla   | -                                                                   |
| 3.    | Jebrael | 1                                                                   |
| 4.    | Dennis  | -                                                                   |
| 5.    | Felix   | -                                                                   |

| Platz | Name      | Gesammelte Sterne                                                   |
| ----- | --------- | ------------------------------------------------------------------- |
| 1.    | Tine      | Sternsymbol · Sternsymbol · Sternsymbol                             |
| 2.    | Jaqueline | Sternsymbol · Sternsymbol · Sternsymbol · Sternsymbol · Sternsymbol |
| 2.    | Diana     | Sternsymbol · Sternsymbol · Sternsymbol · Sternsymbol · Sternsymbol |
| 4.    | Doreen    | -                                                                   |
| 5.    | Hubertus  | -                                                                   |

## Verlauf der 13. Staffel
Die Staffel begann mit einem Coach-Battle. In diesem mussten die Coaches nach Emojis kochen. Gastjurorin Cornelia Poletto entschied sich für den Löffel von Alexander Herrmann; er durfte im Anschluss fünf statt vier Kandidaten für sein Team auswählen.
Am Ende der zweiten Episode gab es ein Teamkochen, an dessen Ende ein Kandidat eliminiert wurde. Ab der dritten Episode wurde im Team- und Solokochen jeweils ein Kandidat eliminiert, ggf. durch ein Entscheidungskochen. Durch den Gewinn des Teamkochens erhielt der Koch des besten Löffels einen goldenen Stern und ist dadurch sicher in der nächsten Sendung.
Im Halbfinale gab es ein Teamkochen, ein Duellkochen und ein Solokochen. Im Teamkochen wurde thematisch zu Weihnachtsfilmen gekocht. Das Teamkochen konnte Craig für das Team Rosin entscheiden und war somit für das Finale qualifiziert. Die Sieger des Duellkochens zogen ebenfalls direkt ins Finale ein. Die Verlierer mussten ins Solokochen; hier wurden nur goldene Sterne verteilt, und jeder Kandidat, der einen goldenen Stern erhielt, zog ins Finale ein.
Als Gastjuroren waren im Finale alle ehemaligen Sieger der Show: Felicitas Then, Jan Aigner, Kristof Mulack, Marco Zingone, Lisa Angermann, Gary Loen, Marko Ullrich, Lars Fumic, Paula Bründl, Jari Dochat, Yvonne Fries und Mona Hiermaier.
|       |           |           | Episode 2 30. Oktober 2024                | Episode 3 06. November 2024               | Episode 4 13. November 2024               | Episode 5 20. November 2024                  | Episode 6 27. November 2024                                   | Episode 7 04. Dezember 2024                            | Halbfinale 11. Dezember 2024              | Finale 18. Dezember 2024                  |  |
| ----- | --------- | --------- | ----------------------------------------- | ----------------------------------------- | ----------------------------------------- | -------------------------------------------- | ------------------------------------------------------------- | ------------------------------------------------------ | ----------------------------------------- | ----------------------------------------- |  |
|       | Gastjuror | Gastjuror | Viktoria Fuchs                            | Mario Gamba                               | Rosina Ostler                             | Johann Lafer                                 | Alina Meissner Bebrout                                        | Elif Oskan                                             | Christoph Rüffer                          | alle bisherigen Sieger von The Taste      |  |
|       | Thema     | Thema     | Aromen-Kombinationen                      | Die Lieblingsspeisen der Weltstars        | Kontrastreiche Erinnerungen               | Das Leben des Johann Lafer auf Löffeln       | Sauer macht lustig: Kochen mit Säure                          | Perspektivenwechsel im Viertelfinale: Gemüseküche      | Weihnachten auf dem Löffel                | TBA                                       |  |
| Platz | Koch      | Koch      | Status der Kandidaten am Ende der Episode | Status der Kandidaten am Ende der Episode | Status der Kandidaten am Ende der Episode | Status der Kandidaten am Ende der Episode    | Status der Kandidaten am Ende der Episode                     | Status der Kandidaten am Ende der Episode              | Status der Kandidaten am Ende der Episode | Status der Kandidaten am Ende der Episode |  |
| 1.    | Katja     | Katja     | Weiter                                    | Immun                                     | Weiter                                    | Favorit (1 goldener Stern)                   | Weiter                                                        | Immun                                                  | Favorit (2 goldene Sterne)                | Gewinner (2 goldene Sterne)               |  |
| 2.    | Stephanie | Stephanie | Weiter                                    | Weiter                                    | Weiter (Entscheidungskochen)              | Favorit (2 goldene Sterne)                   | Immun                                                         | Weiter (Entscheidungskochen)                           | Weiter (Duell gegen Katja)                | 2. Platz (1 goldener Stern)               |  |
| 2.    |           | Tine      | Weiter                                    | Weiter                                    | Weiter (Entscheidungskochen)              | Kandidatenjoker Tim Raue (Teamkochen) Weiter | Weiter 1 (1 goldener & 1 roter Stern) (Entscheidungskochen)   | Weiter                                                 | Favorit (1 goldener Sterne)               | 2. Platz (1 goldener Stern)               |  |
| 4.    | Franca    | Franca    | Weiter                                    | Weiter                                    | Weiter                                    | Favorit (1 goldener Stern)                   | Weiter                                                        | Weiter                                                 | Favorit (1 goldener Sterne)               | Ausgeschieden (2. Runde)                  |  |
| 4.    |           | Doreen    | Weiter                                    | Weiter (Entscheidungskochen)              | Weiter                                    | Weiter                                       | Kandidatenjoker Alex Kumptner (Teamkochen) (1 goldener Stern) | Weiter                                                 | Weiter (Duell gegen Tine)                 | Ausgeschieden (2. Runde)                  |  |
| 6.    | Craig     | Craig     | Weiter                                    | Weiter                                    | Immun (1 roter Stern)                     | Weiter (Entscheidungskochen)                 | Favorit (1 goldener Stern)                                    | Favorit (2 goldene Sterne)                             | Immun                                     | Ausgeschieden (1. Runde)                  |  |
| 6.    | Diana     | Diana     | Weiter                                    | Favorit (4 goldene Sterne)                | Favorit (1 goldener Stern)                | Weiter                                       | Weiter                                                        | Weiter                                                 | Weiter (Duell gegen Richard)              | Ausgeschieden (1. Runde)                  |  |
| 6.    | Jaqueline | Jaqueline | Immun                                     | Weiter                                    | Favorit (1 goldener Stern)                | Immun                                        | Weiter (Entscheidungskochen)                                  | Favorit (2 goldene Sterne)                             | Weiter (Duell gegen Franca)               | Ausgeschieden (1. Runde)                  |  |
| 9.    | Richard   | Richard   | Weiter                                    | Weiter (Entscheidungskochen)              | Weiter                                    | Weiter                                       | Favorit (1 goldener Stern)                                    | Weiter                                                 | Ausgeschieden                             |                                           |  |
| 10.   |           | Jebrael   | Weiter                                    | Weiter (Entscheidungskochen)              | Favorit (2 goldene Sterne)                | Weiter                                       | Kandidatenjoker Alexander Herrmann (Entscheidungskochen)      | Weiter (Entscheidungskochen)                           | Ausgeschieden                             |                                           |  |
| 11.   |           | Lejla     | Weiter                                    | Weiter                                    | Weiter                                    | Weiter (Entscheidungskochen)                 | Weiter                                                        | Kandidatenjoker Frank Rosin (Teamkochen) Ausgeschieden |                                           |                                           |  |
| 12.   | Dennis    | Dennis    | Weiter                                    | Weiter                                    | Weiter                                    | Ausgeschieden                                |                                                               |                                                        |                                           |                                           |  |
| 13.   | Sandra    | Sandra    | Weiter                                    | Weiter                                    | Ausgeschieden                             |                                              |                                                               |                                                        |                                           |                                           |  |
| 14.   | Hawk      | Hawk      | Weiter                                    | Weiter                                    | Ausgeschieden                             |                                              |                                                               |                                                        |                                           |                                           |  |
| 15.   | Felix     | Felix     | Weiter                                    | Ausgeschieden                             |                                           |                                              |                                                               |                                                        |                                           |                                           |  |
| 16.   | Hubertus  | Hubertus  | Weiter                                    | Ausgeschieden                             |                                           |                                              |                                                               |                                                        |                                           |                                           |  |
| 17.   | Mladen    | Mladen    | Ausgeschieden                             |                                           |                                           |                                              |                                                               |                                                        |                                           |                                           |  |

Legende
| Element                       | Bedeutung |
| ----------------------------- | --- |
| Weiter                        | Ohne goldenen oder roten Stern weitergekommen. |
| Weiter (Entscheidungskochen)  | In der 2. Phase eines der schlechtesten Gerichte gekocht (mindestens ein roter Stern), aber im Entscheidungskochen nicht ausgeschieden.                                       |
| Favorit                       | In der 2. Phase eines der besten Gerichte gekocht. |
| Kandidatenjoker Coach (Phase) | Kandidat wäre eigentlich in der ersten Phase (Teamkochen) oder beim Entscheidungskochen ausgeschieden, wurde aber durch den Kandidatenjoker von einem anderen Coach gerettet. |
| Immun                         | In der 1. Phase (Teamkochen) bestes Gericht gekocht und somit in der nächsten Show.                                                                                           |
| Ausgeschieden                 | Im Entscheidungskochen das schwächste Gericht gekocht. |
| Ausgeschieden                 | In der 1. Phase (Teamkochen) vom Coach eliminiert. |

## Einschaltquoten
| Folge               | Datum               | Zuschauer | Zuschauer     | Marktanteil | Marktanteil   | Quelle |
| Folge               | Datum               | Gesamt    | 14 – 49 Jahre | Gesamt      | 14 – 49 Jahre | Quelle |
| ------------------- | ------------------- | --------- | ------------- | ----------- | ------------- | ------ |
| 1                   | 23. Okt. 2024       | 1,07 Mio. | 0,33 Mio.     | 4,4 %       | 8,2 %         | [ 1 ]  |
| 2                   | 30. Okt. 2024       | 0,96 Mio. | 0,33 Mio.     | 4,6 %       | 7,4 %         | [ 2 ]  |
| 3                   | 6. Nov. 2024        | 0,73 Mio. | 0,19 Mio.     | 3,0 %       | 4,1 %         | [ 3 ]  |
| 4                   | 13. Nov. 2024       | 1,05 Mio. | 0,37 Mio.     | 5,0 %       | 9,2 %         | [ 4 ]  |
| 5                   | 20. Nov. 2024       | 1,07 Mio. | 0,41 Mio.     | 5,0 %       | 9,4 %         | [ 5 ]  |
| 6                   | 27. Nov. 2024       | 1,14 Mio. | 0,40 Mio.     | 5,6 %       | 9,4 %         | [ 6 ]  |
| 7                   | 4. Dez. 2024        | 1,07 Mio. | 0,37 Mio.     | 5,0 %       | 8,1 %         | [ 7 ]  |
| 8                   | 11. Dez. 2024       | 0,94 Mio. | 0,30 Mio.     | 3,9 %       | 7,1 %         | [ 8 ]  |
| 9                   | 18. Dez. 2024       | 1,06 Mio. | 0,40 Mio.     | 5,2 %       | 9,9 %         | [ 9 ]  |
| Staffeldurchschnitt | Staffeldurchschnitt | -         | -             | -           | -             |        |